# Encyclopædia Iranica
Encyclopædia Iranica (рус. Энциклопе́дия Ира́ника) — проект, целью которого является создание всеобъемлющей и авторитетной англоязычной энциклопедии, рассказывающей об истории, культуре и цивилизации иранских народов от предыстории до наших дней. В статьях энциклопедии рассматривается также история неиранских стран и народов — Армении, Азербайджана, Грузии, и т. д., чья история и культура были тесно связаны с историей и культурой иранцев и Ирана. Проект был организован Колумбийским университетом в 1973 году на базе Центра иранских исследований и рассматривается академическими дисциплинами иранистики как стандартная энциклопедия. Энциклопедия охватывает не только Иран, но и другие географические регионы, где в определённое время доминировали иранские языки: Афганистан, Таджикистан, Анатолия и Курдистан, а также некоторые регионы Кавказа, Балкан, Южной Азии, Центральной Азии и Месопотамии. Также затрагивается вопрос отношений иранского мира с другими культурами (Китай, Европа и т. д.).
В рамках проекта уже опубликовано 16 из планируемых 45 томов. Полный текст большинства статей находится в свободном доступе в интернет с использованием кодировки Юникод.
Главным редактором до 2017 года являлся профессор Эхсан Яршатер, управляющим редактором — Ахмад Ашраф. В редакционный совет также входят Николас Симс-Уильямс, Кристофер Дж. Брюннер, Мохсен Аштиани, Манучехр Кашеф и более 40 других редакторов из основных международных институтов, занимающимися иранистикой. Свой вклад в создание Encyclopædia Iranica внесло большое количество (около 1200 по состоянию на 2006 год) учёных из США, Европы и Азии.
Иранику поддерживают многие фонды, организации и частные лица. Начиная с 1979 года энциклопедия спонсируется Национальным гуманитарным фондом, который, по состоянию на 2007 год, покрывает треть бюджета проекта. В число спонсоров до 2018 года входили Американский совет научных обществ, Union Académique Internationale, Иранское общество культуры и многие другие благотворительные организации, семьи и частные лица.

## Недавние споры
25 марта 2007 года Associated Press представила Encyclopædia Iranica широкой публике. Известие было подхвачено средствами массовой информации, как печатными, так и интернет-изданиями. Например, несколько изменённый текст был размещён на сайте CNN International. При этом при подготовке статьи автор не связывался с редакцией Encyclopædia Iranica и статья содержала серьёзные неточности, такие как фраза «the Iranian government bitterly opposes the Encyclopaedia» и неверная биография профессора Яршатера. Данные неточности побудили Encyclopædia Iranica опубликовать официальный ответ Архивная копия от 2 декабря 2012 на Wayback Machine.